# Huvudsta Centrum
Huvudsta Centrum är ett köpcentrum beläget vid Storgatan 64-78 i stadsdelen Huvudsta inom Solna kommun, Stockholms län.

## Beskrivning
Anläggningen består av ett inomhustorg belyst av en taklanternin och med butiker som ligger runtom. Det är ett tvåplanscentrum med bland annat restauranger, kaféer, apotek, livsmedelsaffär, gym och direktentré till tunnelbanans blå linje. Här finns även Huvudsta Vårdcentral och Huvudsta Tandläkare. Centrumet uppfördes 1972 efter ritningar av arkitekt Erik Thelaus och byggdes av BGB i Stockholm AB.
En omfattande modernisering av anläggningen genomfördes 2010−2011 på uppdrag av dåvarande ägaren Fabege. Förnyelsen innebar bland annat att anläggningen bytte färgskala och moderniserades och blev större och ljusare. Samtidigt byggde Peab ett nytt bostadshus med 113 lägenheter över lågdelen. För gestaltningen stod Lindberg Stenberg Arkitekter AB. År 2014 sålde Fabege fastigheten Rovan 1 (centrumanläggningen) till Andersson Invest & Fastighets AB.
Inomhustorget var inspelningsplats för flera scener i ungdomsserien "Lycka till!" som visades i Sveriges Television 1980.

## Kommunikationer
- Tunnelbana (Kungsträdgården – Hjulsta) - linje 10 (Blå linjen)
- Buss 113 (Solna C - Blackebergs Sjukhem)
- Buss 196 (Stockholm C - Hjulsta) - Nattbuss
- Buss 506 (Karolinska sjukhuset - Hallonbergen)
- Buss 507 (Karlbergs station - Tomteboda postterminal)

## Interiörbilder

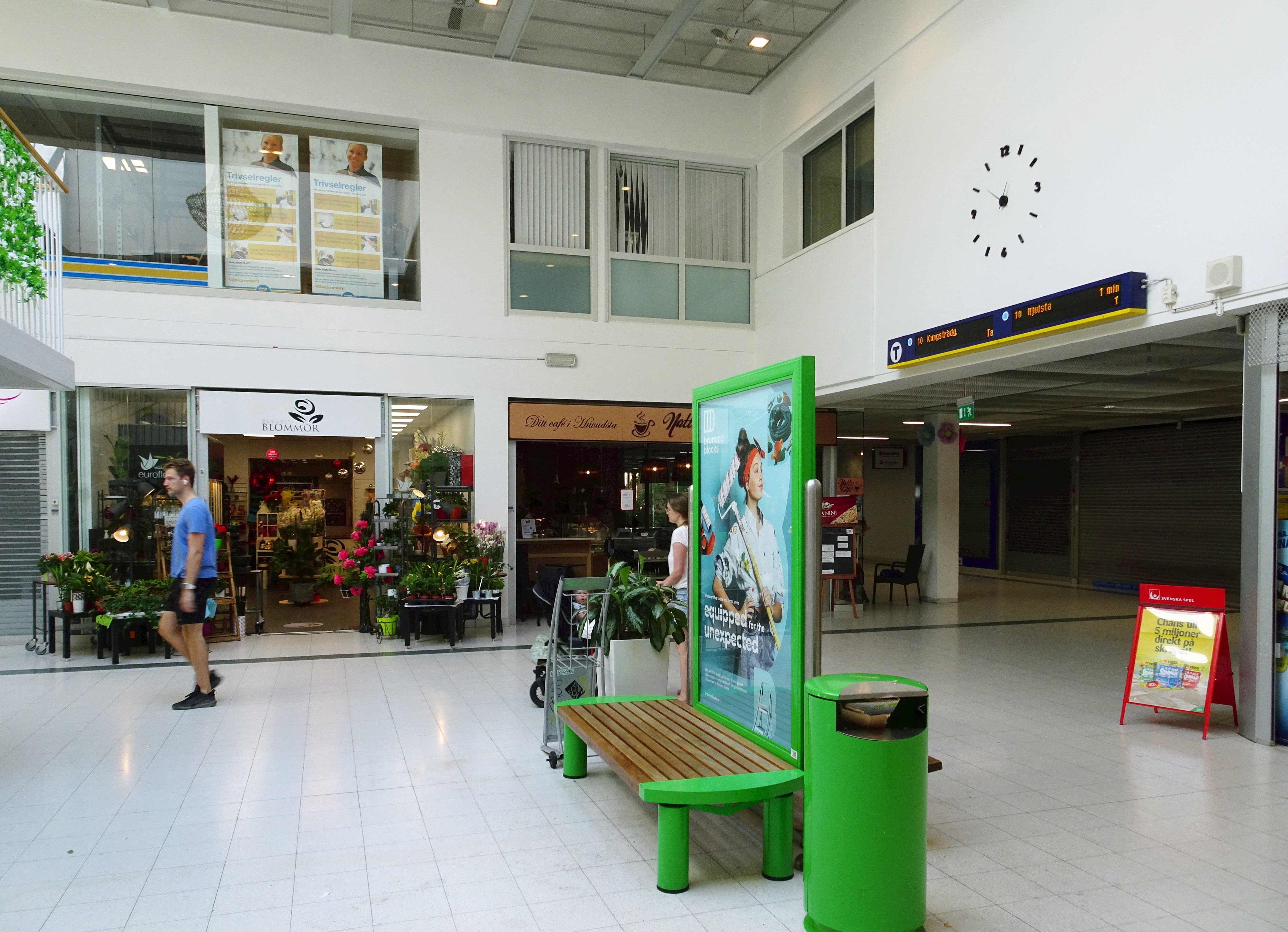
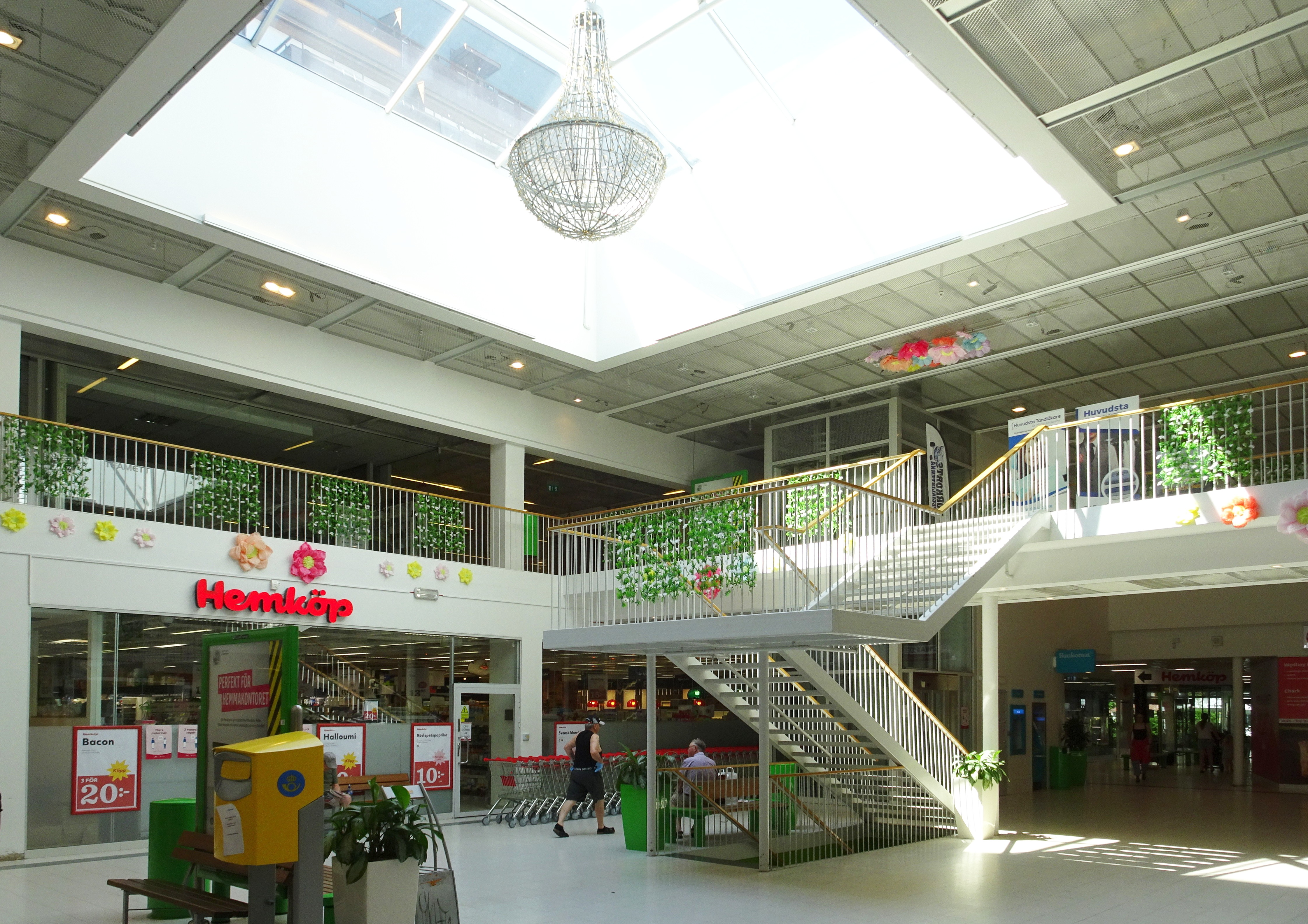
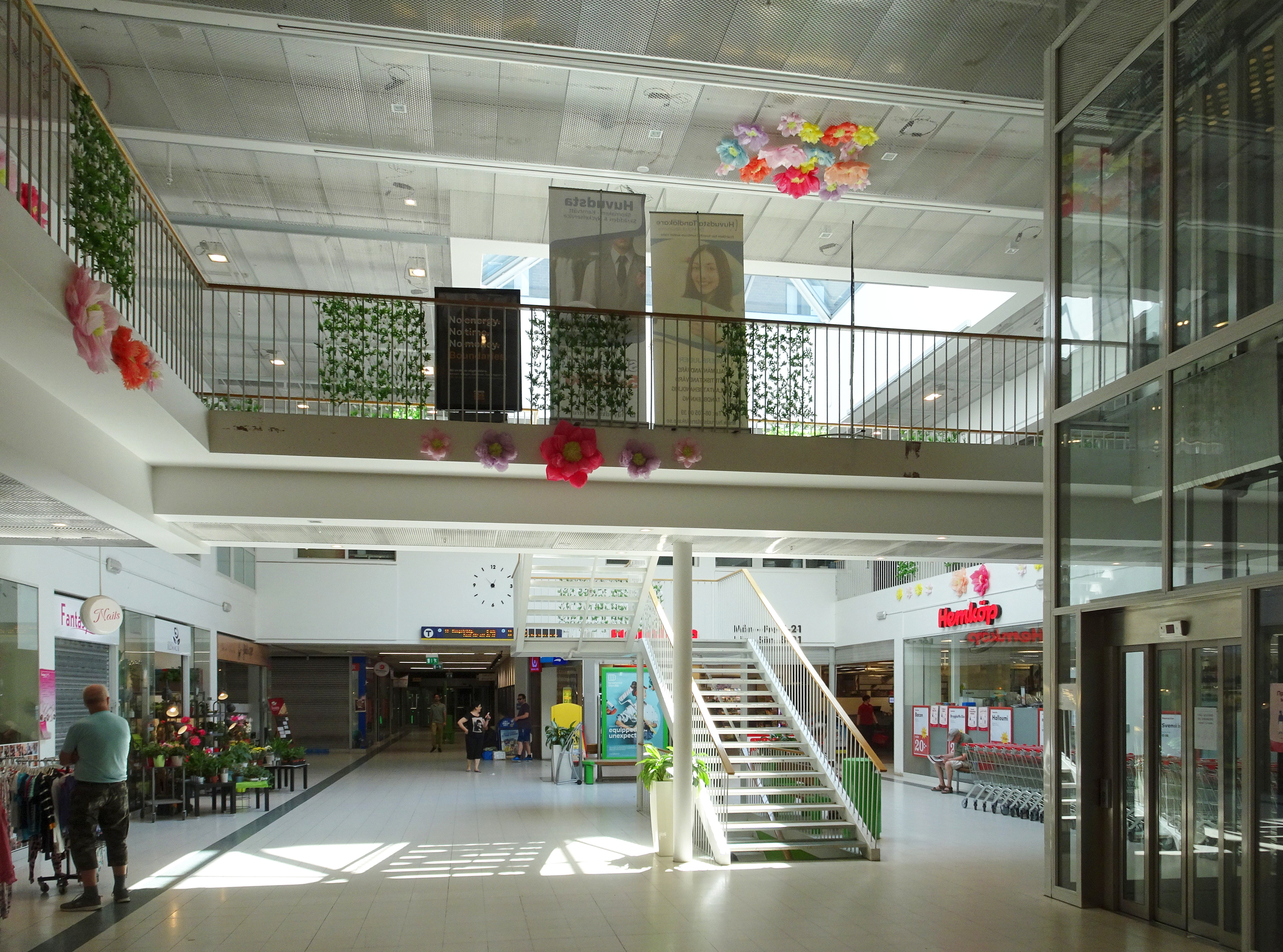
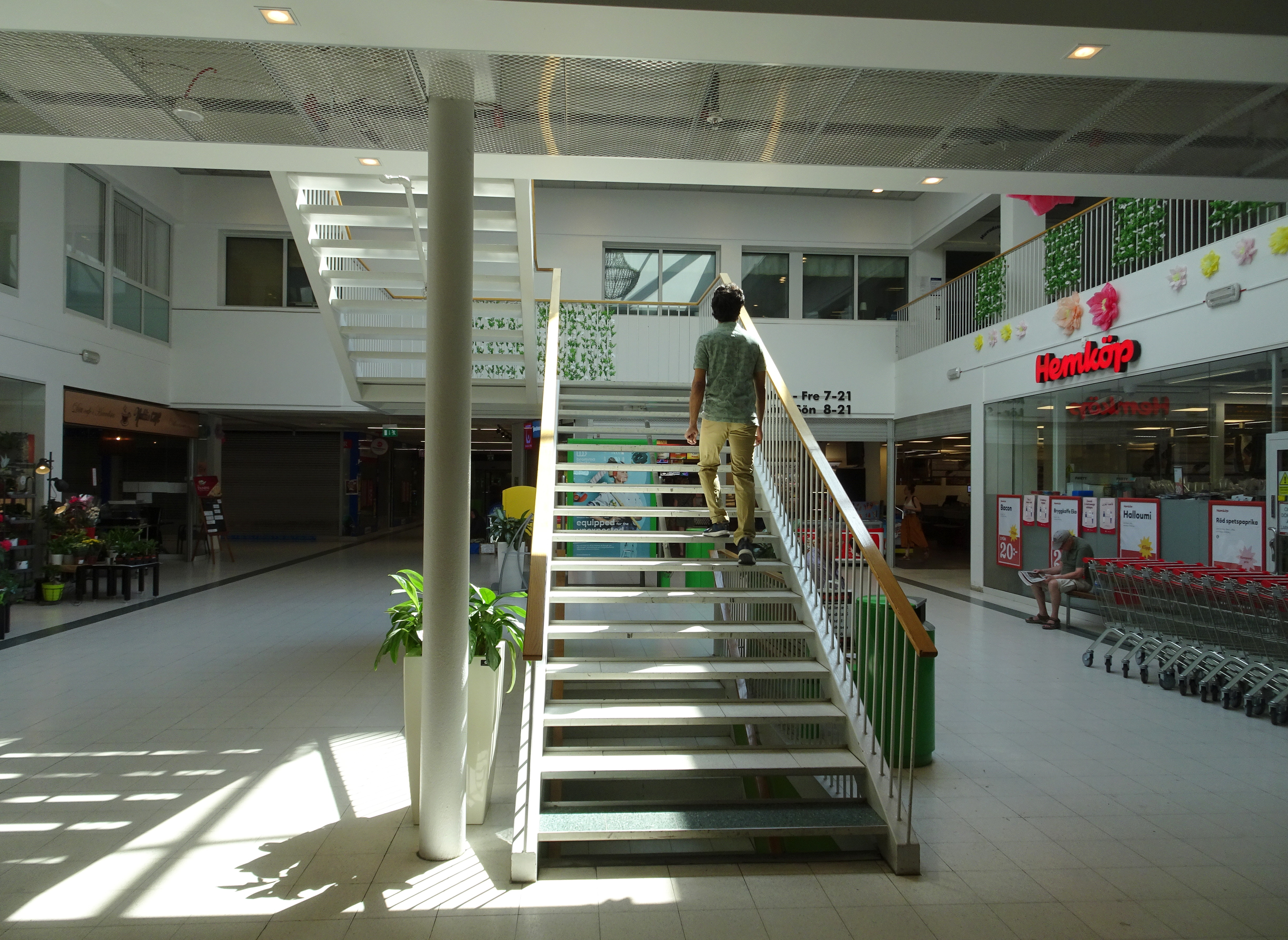